# Евангелие от египтяните
Евангелие от египтяните е гностически християнски текст, намерен в Наг Хамади през 1945 г., представляващ раннохристиянски апокриф. Цитати от Евангелието на египтяните присъстват в трудовете на Климент Александрийски (150 – 215 г.).
В увода има типично за гностиците указание за наличност на невидим дух, като се упоменава:

Три сили произлезли от него; те са: Отец, Майка, (и) Син, от живото мълчание, произлизащо от нетленния Отец. Всички те са произлезли от неведом Отец.

Апокрифът съобщава за раждането от великата сила Миротои на първия човек – нерушимия Адамаса: „той е първият човек, чрез когото и от когото е възникнало всичко, (а) без него нищо не би възникнало“.
Вероятно, са съществували няколко текста с това име, тъй като има известно различие между цитатите на Климент Александрийски и гностическите текстове от Наг Хамади.